# Championnat d'Angola de football 1984
La saison 1984 du Championnat d'Angola de football est la sixième édition de la première division en Angola. Les quatorze meilleures équipes du pays sont regroupées au sein d'une poule unique où elles s'affrontent deux fois, à domicile et à l'extérieur. En fin de saison, les trois derniers sont relégués et remplacés par les trois meilleurs clubs de Gira Angola, la deuxième division angolaise.
C'est le Petro Atlético Luanda qui remporte le championnat cette saison après avoir terminé en tête du classement, avec deux points d'avance sur le tenant du titre, Primeiro de Maio et quatre sur Primeiro de Agosto. C'est le deuxième titre de champion d'Angola de l'histoire du club, après celui remporté en 1982.
Le vainqueur du championnat se qualifie pour la Coupe des clubs champions africains 1985. Quant au vainqueur de la Taça Angola, il se qualifie pour la Coupe des Coupes 1985.

## Clubs participants
- Primeiro de Agosto
- Dinamos Sumbe
- Inter Luanda
- Petro Atlético Luanda
- Mambroa SC Huambo
- Desportivo TAAG Luanda
- Sagrada Esperança
- Gaiatos Benguela
- Desportivo Benguela
- Ferroviario Lubango
- Desportivo Chela Lubango
- EC Primeiro de Maio
- Leoes Planalto Malanje
- Petro Atlético Huambo

## Compétition
Le classement final est incomplet, seuls le total de points est connu.

### Classement
| Rang | Équipe                   | Pts | J  | G | N | P | Bp | Bc | Diff |
| ---- | ------------------------ | --- | -- | - | - | - | -- | -- | ---- |
| 1    | Petro Atlético Luanda    | 34  | 26 |   |   |   |    |    |      |
| 2    | EC Primeiro de MaioT     | 32  | 26 |   |   |   |    |    |      |
| 3    | Primeiro de AgostoC      | 30  | 26 |   |   |   |    |    |      |
| 4    | Desportivo TAAG Luanda   | 29  | 26 |   |   |   |    |    |      |
| 5    | Ferroviario Lubango      | 28  | 26 |   |   |   |    |    |      |
| 6    | Petro Atlético Huambo    | 26  | 26 |   |   |   |    |    |      |
| 7    | Inter Luanda             | 26  | 26 |   |   |   |    |    |      |
| 8    | Desportivo Chela Lubango | 24  | 26 |   |   |   |    |    |      |
| 9    | Mambroa SC Huambo        | 23  | 26 |   |   |   |    |    |      |
| 10   | Desportivo Benguela      | 23  | 26 |   |   |   |    |    |      |
| 11   | Sagrada Esperança        | 23  | 26 |   |   |   |    |    |      |
| 12   | Gaiatos Benguela         | 23  | 26 |   |   |   |    |    |      |
| 13   | Leoes Planalto Malanje   | 22  | 26 |   |   |   |    |    |      |
| 14   | Dinamos Sumbe            | 21  | 26 |   |   |   |    |    |      |

|  | Qualification pour la Coupe des clubs champions africains 1985 |
|  | Qualification pour la Coupe des Coupes 1985                    |
|  | Relégation directe en Gira Angola                              |
|  | T: Tenant du titre C: Vainqueur de la Taça Angola              |

## Bilan de la saison
| Championnat d'Angola de football 1984    |                                  |
| Champion                                 | Petro Atlético Luanda (2e titre) |
| Coupes et trophées                       |                                  |
| Vainqueur de la Coupe d'Angola 1984      | Primeiro de Agosto               |
| Qualifications continentales             |                                  |
| Coupe des clubs champions africains 1985 | Petro Atlético Luanda            |
| Coupe des Coupes 1985                    | Primeiro de Agosto               |
| Promotions et relégations                |                                  |
| Promus en Girabola                       | Inconnus                         |
| Relégués en Gira Angola                  | Gaiatos Benguela                 |
| Relégués en Gira Angola                  | Leoes Planalto Malanje           |
| Relégués en Gira Angola                  | Dinamos Sumbe                    |